# Manuka med
Mānuka med je monofloralni med koji se proizvodi na teritoriji Novog Zelanda i Australije iz nektara Leptospermum scoparium, odnosno mānuka drveta. Pokazao je antibakterijska svojstva nešto veća nego kod drugih vrsta meda. Metilglioksal je aktivna komponenta manuka meda. Međutim nakon što se neutralizuje ova komponenta manuka med zadrži svoju aktivnost iz nepoznatih razloga. Metilglioksal se ne može direktno povezati niti tvrditi da je glavna komponenta zaslužna za antibakterijsko i antimikrobno dejstvo.

## Istorijat
Lekovita svojstva meda poznata su hiljadama godina. Koristili su ga stari Grci kao i mnogi drugi narodi tokom proteklih vekova. Čak i do Drugog svetskog rata med se koristio zbog svog antibakterijskog dejstva u lečenju rana. Međutim, pronalaskom penicilina i drugih antibiotika u 20. veku, medicinska svojstva meda su ostala po strani. Poznato je da su neke vrste meda koje su napravljene od specifičnih biljaka efikasnije od drugih, tako je med koji potiče od određene vrste manuka drveta (na Novom Zelandu) jedan od njih. Profesor Peter Molan, predavač na Odeljenju za biohemiju Univerziteta Vajkato na Severnom ostrvu Novog Zelanda, 1981. godine je identifikovao jedan poseban tip meda koji ima neverovatna lekovita svojstva. Profesor Molan je otkrio da neke vrste manuka meda imaju prirodno prisutnu veoma stabilnu i snažnu antibakterijsku aktivnost koja se ne nalazi u drugim vrstama meda. 
Profesor Molan kaže da u svim vrstama meda postoji, u različitim nivoima, vodonik-peroksid koji se proizvodi od jednog enzima koji pčele dodaju nektaru. U manuka medu postoji neperoksidna aktivnost koja potiče iz nektara cvetova manuka drveta – ona je potpuno drugačija od aktivnosti vodonik peroksida koji se, u različitim nivoima, nalazi u većini vrsta meda.

## Kontroverze
U avgustu 2013. godine Britanski nedeljnik "Sandej tajms" objavio je rezultate istraživanja o količinama proizvedenog i količinama prodatog Manuka meda. Upoređivanjem statističkih podataka došlo se do zaključka da je velika većina Manuke zapravo falsifikat.
Naime ustanovljeno je da je godišnja potrošnja ovoga meda samo u Britaniji oko 1.800 tona (na svetskom nivou je 10.000 tona) dok Novi Zeland, odakle je ovaj med poreklom, godišnje proizvede svega 1.700 tona.
U istom periodu o ovome upozorili su i novozelandski mediji.
U julu 2014. godine o problemu obeležavanja originalnog Manuka meda, kako bi se brend sačuvao od onih koji ga lažiraju zbog visoke cene i dobre zarade pisalo je dosta medija. Iz Hrvatskog pčelarskog saveza izišlo je obaveštenje kojim se upozorava na lažni Manuka med a koje je izdala Britanska agencija za bezbednost hrane.
Reklamne kampanje za prodaju Manuka meda vrlo često prenaglašavaju njegovo lekovito dejstvo i pripisuju mu ili nepotvrđene informacije ili prenaglašavaju svojstva koja su karakteristična za svaki prirodni med što može stvoriti zablude kod potrošača.

## Spoljašnje veze
- Unique Manuka factor - Udruženje za licenciranje i garant originalnosti Manuka meda (UMF)
- What's special about Active Manuka Honey? Архивирано на веб-сајту  (14. јул 2015) Waikato Honey Research Unit
- Molan, P. (2008). "An explanation of why the MGO level in manuka honey does not show the antibacterial activity". New Zealand BeeKeeper 16 (4): 11–13.
- Upozorenje na lažno reklamiranje lekovitog svojstva Manuka meda Архивирано на веб-сајту  (14. октобар 2015) Zaštita potrošača - Vlada Novog Zelanda